# Todiramphus farquhari
El alción ventrirrufo (Todiramphus farquhari) es una especie de ave coraciforme de la familia Halcyonidae que vive únicamente en las islas de Espíritu Santo, Malo y Malakula, pertenecientes a Vanuatu.

## Descripción
Mide entre 19–21 cm de largo y pesa entre 32-42 gramos. El plumaje de sus partes superiores es de color azul oscuro y anaranjado las inferiores. Tiene dos manchas blancas frente a los ojos y una ancha lista negra que atraviesa sus ojos. Su cuello y garganta son blancas. Solo hay otro alción en las islas de Vanuatu, el alción acollarado que tiene las partes superiores de color verde azulado, las inferiores blanquecinas y tiene una lista superciliar crema.

## Comportamiento
Habita principalmente en las selvas densas del interior de las islas, especialmente por encima de los 200 m s. n. m. Está disminuyendo su población debido tanto a la desforestación como a la degradación de la selva.
El alción ventrirrufo se alimenta principalmente de insectos, especialmente escarabajos, además de arañas y lagartijas. Generalmente caza al acecho posado en rama y cuando detecta una presa se lanza sobre ella para atraparla.
Construye su nido a veces en huecos en palmeras o helechos arborescentes pero normalmente escava madrigueras en los nidos de termítas arbóreas. Escavan escavan con su largo pico y retiran el material extraído con sus patas. Tardan unos quince días en cavar la madriguera y las termitas sellan las conexiones con el hueco. La hembra pone en su interior tres o cuatro huevos blancos. La época de cría se produce principalmente entre noviembre y febrero, siendo la puesta en diciembre.